# Avenantia
Avenantia es un género extinto de sinápsido de la familia Tapinocephalidae. Sus fósiles se hallaron en Sudáfrica. Fue descrito por Boonstra en 1952 y contiene una especie, A. kruisvleiensis.